# Clavus laetus
Clavus laetus é uma espécie de gastrópode do gênero Clavus, pertencente a família Drilliidae.